# Figline Vegliaturo
Figline Vegliaturo è un comune italiano di 1 094 abitanti della provincia di Cosenza in Calabria. Posto a sud-est di Cosenza, ha un territorio compreso tra 480 e 863 metri s.l.m.

## Origini del nome
La prima parte del nome deriverebbe da figulina presumibilmente in conseguenza dell'altra forma del medesimo sostantivo figlina col significato di "bottega del vasaio" ma anche "cava d'argilla"; la seconda parte del nome ha origine più recente essendo stata aggiunta il 26 gennaio 1864 e si riferisce al latino vigilatorium, voce formata dal verbo latino vigilare ed il morfema derivazionale -orium usato per indicare luoghi, che vuol dire "luogo per la guardia".
Nei documenti più antichi Figline è detto Philinum, Philenum, Philanum, Fillenum, Felinum.

## Storia
Luogo di nascita del filosofo, umanista e scrittore Aulo Giano Parrasio, fondatore nel 1511 dell'Accademia Cosentina, del bibliotecario, filosofo e vescovo Tommaso Aceti nonché del cantante Rocco Granata. Gli storici contemporanei non accettano l’ipotesi che vuole i Casali sorti a causa delle incursioni saraceniche. Ritengono invece più probabile che la zona collinare tra i 400 e gli 800 metri sul livello del mare, sia stata la più idonea, come in tutta l’area del Mediterraneo, per le condizioni climatiche che consentivano l’insediamento di nuclei abitativi stabili per l'agricoltura e soprattutto per l'allevamento del bestiame, fin dal tempo dei Romani o anche prima. Collegati e parte integrante della città di Cosenza erano del Regio Demanio e non feudali come la quasi totalità dei comuni durante tutta la storia del Regno di Napoli al quale appartennero i Casali fino all'Unità d'Italia. Tuttavia per le difficoltà economiche che affliggevano il vicereame spagnolo furono venduti il 1644 al Granduca di Toscana, ma ritornarono tre anni dopo al Regio Demanio. Al momento della vendita i casali erano 82 tra piccoli e meno piccoli. Di questi oggi 26 costituiscono comune.
Fino al 1808 i Casali di Cosenza erano suddivisi in venti baglive o in ventuno come ritengono alcuni tra cui Domenico Martire che le elenca così: Castiglione, Corno, Zumpano, Rovito, Celico, Spezzano grande, Spezzano piccolo, Pedace, Pietrafitta, Aprigliano, Donnici, Figline Vegliaturo, Mangone, Rogliano, Carpanzano, Grimaldi, Belsito, Paterno, Dipignano e Terzano.
La bagliva di Figline, oltre all'abitato di Figline, comprendeva i villaggi di Piane, Francolisi, Cellara, Sant’Angelo delle Chiusure.
Davide Andreotti, storico, autore di una voluminosa opera intitolata Storia dei Cosentini scrive: «Uno di quei paesi che con tutta certezza non fu fondato dai cosentini all'epoca dell'invasione saracenica, ma che in questa epoca fu ripopolato dai cosentini è Figline, la patria di Tommaso Aceti, a cui tanto deve la Calabria, per le sue note eruditissime apposte all’opera del Barrio. Veramente trovandosi tra i ruderi della vecchia Figline delle immagini gotiche e delle monete antichissime non pare che l’origine di questo paese possa scendere al 975.» Infatti è difficile pensare che tutta la zona della Presila, dove ora sorgono i Casali, possa essere stata disabitata fino a circa l'anno 1000. Alcuni rinvenimenti archeologici riferentisi all’epoca greco-romana come le terrecotte di Altilia e Grimaldi, le monete di Santo Stefano di Rogliano, il sepolcreto di Trenta, ne testimoniano l'antichità. Per quanto riguarda Figline, il ritrovamento avvenuto negli anni tra il 1870 e il 1880, durante gli scavi per la costruzione di una casa colonica, di quattro tombe risalenti al tempo dei Romani attestano una frequentazione del territorio in data molto anteriore all'invasione saracenica. Da una di queste sepolture proviene una coppa, conservata presso il museo civico di Cosenza.
Secondo lo storico Tommaso Aceti: «si deve pensare che questa cittadina (Figline) abbia preso il nome da Elena, un tempo chiamata Feleni, secondo la testimonianza di Dionigi D’Alicarnasso; che sia stata costruita o sia stata accresciuta dai resti dei Sibariti, come è la tradizione degli abitanti, o dagli Enotri, che amavano abitare i luoghi alti.»
Secondo il Padula il nome deriverebbe dal caldeo Hilhin che significa "le coste". Questa voce sarebbe poi diventata Filhin e quindi Figline.
Secondo altri tra cui il Rohlfs, il nome deriverebbe da figulina, -ae che significa "cava di argilla", o anche "fabbrica di lavori di argilla". Come anche per Figline Valdarno è questa l'etimologia più probabile e porterebbe l’origine del paese almeno all’epoca romana.
Il documento più antico che riguarda Figline è riportato nel Regesto del Russo e vi si legge che Figline insieme con altri paesi viene data in feudo a Othono Patavino: "10 giugno 1077. Othono Padavino, nobili Veneto et Apostolicae Sedis feudatario et gubernatori in civitata Cusentiae, terrarum Altiliae, Argusta, Sopitus, Stafignano, Cefiso, Sopravise, Carpenzano, Cellara, Cuti, Calvisi, Felglini, Rigliani etc. concedit ei ad tenendum in feudum terras nominatas; nuntiat Roberto Guiscardo Normandiae, Duci Apuliae, confalonerio et vicario S.R.E. mandavisse ut omnes officiales et subditi privilegium hoc observent".
Sull’autenticità del documento ci sono però dei dubbi per cui il primo documento può essere considerato un diploma di Guglielmo II dell’anno 1138 mese di gennaio riportato dall'Aceti nelle annotazioni all’opera del Barrio nell'elenco dei luoghi distrutti: dove si legge che Clausura, villaggio di Figline, ora comunemente  detto S. Angelo delle chiusure, presso Cellara è concesso ai monaci Benedettini.
Concessione che viene confermata dal papa Innocenzo II con una bolla del 18 maggio 1140 in cui si dice che al Monastero di S. Maria di Valle Josaphat è confermata la donazione fatta da Arnolfo arcivescovo Cosentino: "Item in eadem parochia prope Philinum ecclesiam sancti Angeli cum casali et villanis et possessionibus suis , a quodam nobili viro datis nomine Radulphus."
Con l'ordinamento amministrativo del 1799 divenne Comune nel Cantone di Cosenza.
Con la legge19-1-1807 fu considerato Luogo, cioè Università nel governo di Pietrafitta. Con decreto del 4-5-1811 istitutivo dei Circondari diventò Villaggio di Piane nel Circondario di Aprigliano.
Questa sistemazione venne confermata dai Borboni, al loro ritorno nel Regno dopo la caduta dei Napoleonidi, con la legge dell'1-5-1816. Il 18-10-1833 fu di nuovo comune autonomo. Con decreto del 13-12-1863 assunse il nome di Figline Vegliaturo. La deliberazione del consiglio comunale è del 15 ottobre 1863: “Considerando che diverse corrispondenze epistolari tanto dei privati, che delle pubbliche amministrazioni, son qui pervenute per identità del nome del comune che riscontrasi con altri del Regno. Considerato, che ad evitarsi gli equivoci e la dispersione della corrispondenza soprattutto per il detto inconveniente, è necessario fare un'aggiunta alla denominazione del Comune".
Il Consiglio, accogliendo favorevolmente la proposta del sindaco, unanimemente deliberò di volere aggiungere a questo Municipio la denominazione di Figline Vegliaturo.

### Simboli
Lo stemma comunale e il gonfalone sono stati concessi con decreto del presidente della Repubblica del 2 aprile 2001.
Il gonfalone è un drappo di giallo alla bordatura di azzurro.

## Società

### Evoluzione demografica
Abitanti censiti

## Cultura

### Cinema
Alcune delle scene del film Marina del 2013 si rifanno all'ambiente figlinese.

## Economia

### Artigianato
Tra le attività più tradizionali e rinomate vi sono quelle artigianali, che si distinguono per l'arte del vimini, finalizzata alla realizzazione di cesti e l'arte del ferro battuto finalizzata alla costruzione di zappe e campanacci per gli animali da pascolo, infatti Figline Vegliaturo è ben conosciuto proprio grazie alla costruzione di questi importanti e preziosi oggetti per gli animali da pascolo. La famiglia Greco da anni produce le campane per gli animali da pascolo.